# Purainiya
Purainiya (nep. पुरैनिया) – gaun wikas samiti w środkowej części Nepalu w strefie Narajani w dystrykcie Bara. Według nepalskiego spisu powszechnego z 2001 roku liczył on 734 gospodarstw domowych i 5600 mieszkańców (2709 kobiet i 2891 mężczyzn).